# 香奈儿·普雷斯顿
香奈儿·普雷斯顿（Chanel Preston，1985年12月1日—）是名美國色情演員，于2010年加入成人电影行业。

## 早年生活
普雷斯顿在阿拉斯加州长大。在开始成人电影事业之前，她曾经在夏威夷做过脱衣舞娘，后来她在周游全美的过程中被色情电影业内人士相中推荐入行。

## 演藝生涯
于2010年为生動娛樂集團拍摄了自己的处女作，与其搭档的是男星尼克·曼寧。此后，她在法国杂志Hot Video上首次成为封面女郎。2011的成人影带新闻奖中，普雷斯顿获得了包括了最佳新人在内的四项提名。2012年的成人影带新闻奖中，她在Nylons 8中的表演为该片赢得了最佳足交/腿交作品奖。。2012年2月，著名色情杂志《阁楼》评为当月的阁楼宠物。

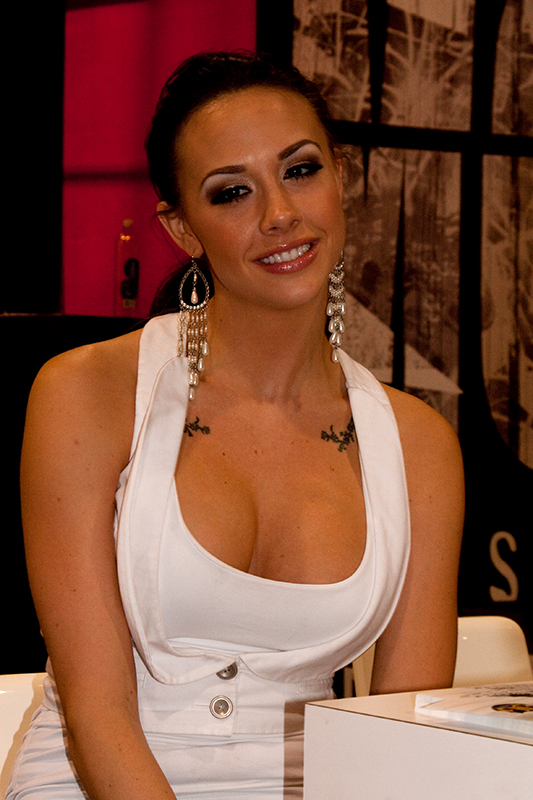
香奈儿·普雷斯顿

由Exquisite Films製片商所模仿製作的著名游戏系列《古墓丽影》色情版，由香奈儿·普雷斯顿飾演劳拉，製作層面富含了動作場面、特效、冒險場景、音樂，而且劇情十分搞笑。
2014年1月18日，與薩曼莎·森特共同主持了第31屆成人影帶新聞獎。

## 获奖情况
- 2010 夜遊成人娛樂獎 - 最佳新人（Editor’s Choice）[6]
- 2010 CAVR Award - 年度新人[7]
- 2010 XCritic Award - 最佳新人[8]
- 2011 成人影带新闻奖 - 最佳新人奖提名[9]
- 2011 成人影帶新聞獎 - 最佳搭档性场面奖提名 - Fashion Fucks.[9]
- 2011 成人影帶新聞獎 - 最佳群交场面奖提名 - Speed.[9]
- 2011 成人影帶新聞獎 - 最令人吃惊性场面奖提名 - This Aint Avatar XXX 3D.[9]
- 2011 成人產業獎 - 年度新人[10]
- 2013 成人產業獎 - 最佳场景（近距离摄影/非剧情类） - Nacho Invades America 2[11]
- 2014 成人影帶新聞獎 - Most Outrageous Sex Scene - Get My Belt (with Ryan Madison)[12]